# Benedikt Fürk
Benedikt Fürk (* 20. Oktober 1988) ist ein deutscher Hockeyspieler. Er war Europameister 2011 und 2013 sowie Europameisterschaftszweiter 2015 und 2021.

## Sportliche Karriere
Benedikt Fürk spielt als Mittelfeldspieler oder Verteidiger bei Uhlenhorst Mülheim, 2018 und 2019 war das Team Deutscher Feldhockeymeister.
Fürk war 2018 Dritter bei den Junioren-Europameisterschaften und siegte 2009 bei den Juniorenweltmeisterschaften. Am 21. Mai 2010 debütierte er in der deutschen Nationalmannschaft. 2011 gehörte er zum siegreichen deutschen Team bei der Europameisterschaft in Mönchengladbach, als die Deutschen im Finale mit 4:2 gegen die Niederländer siegten. 2012 gehörte Fürk zwar zum A-Kader, wurde aber nicht in die Olympiamannschaft berufen.
2013 bei der Europameisterschaft in Boom war Fürk in allen Spielen dabei, die deutsche Mannschaft gewann das Finale mit 3:1 gegen die Belgier. Im Jahr darauf belegte er mit der deutschen Mannschaft den 6. Platz bei der Weltmeisterschaft in Den Haag. 2015 bei der Europameisterschaft in London unterlag die deutsche Mannschaft im Finale mit 1:6 gegen die Niederländer. 2016 bestritt Fürk zwar einige Länderspiele, in die Olympiamannschaft wurde er aber erneut nicht berufen.
Bei der Europameisterschaft 2017 in Amsterdam unterlag die deutsche Mannschaft im Halbfinale den Belgiern und verlor dann das Spiel um Bronze gegen das englische Team. 2018 erreichte Fürk mit der deutschen Nationalmannschaft den fünften Platz bei der Weltmeisterschaft in Bhubaneswar, nachdem sie im Viertelfinale gegen die Belgier verloren hatte. 2021 bei der Europameisterschaft in Amstelveen erreichte die deutsche Mannschaft nach sechs Jahren wieder das Finale, dort unterlag die Mannschaft den Niederländern im Shootout. Bei den Olympischen Spielen in Tokio belegten die Deutschen den zweiten Platz in ihrer Vorrundengruppe. Nach ihrer Halbfinalniederlage gegen die Australier verloren die Deutschen das Spiel um den dritten Platz mit 4:5 gegen die indische Mannschaft.
Insgesamt bestritt Fürk 188 Länderspiele.